# Rhinotorus umbrarum
Rhinotorus umbrarum är en stekelart som först beskrevs av Holmgren 1857.  Rhinotorus umbrarum ingår i släktet Rhinotorus och familjen brokparasitsteklar. Arten är reproducerande i Sverige. Inga underarter finns listade i Catalogue of Life.